# Ulrichsbau
Der Ulrichsbau ist ein keilförmiges Gebäude in der Augsburger Altstadt. Errichtet in den Jahren 1957 bis 1959 nach Plänen des Architekten Raimund von Doblhoff, gilt der markante Bau als typisches Beispiel der Nachkriegsmoderne in Augsburg und zählt deshalb auch zum Denkmalensemble Altstadt Augsburg.
Im Laufe der Jahrzehnte kam es zu mehreren Umnutzungen sowie wiederholten Eigentümerwechseln. Aufgrund des jahrelangen Leerstands und baulicher Mängel erhielt das Gebäude im Volksmund zeitweise den Namen „Geisterhaus“. Seit 2022 wird das Gebäude umfassend saniert und energetisch modernisiert. Die Fertigstellung der Arbeiten ist für das Frühjahr 2025 geplant.

## Lage
Der Ulrichsbau steht in der nördlichen Jakobervorstadt an der Gabelung von Schmiedberg und Leonhardsberg. Unmittelbar westlich grenzt das Belzmühlgässchen an, das vom Schmiedberg unter dem Leonhardsberg hindurch zum Platz hinter der Stadtmetzg führt. Auf dieser Seite befindet sich auch die Ein- und Ausfahrt der Tiefgarage. Der Zugang zum Treppenhaus liegt an der Seite zum Schmiedberg, während die Eingänge zu den Gewerbeeinheiten im Erdgeschoss entlang des Leonhardsbergs angeordnet sind.

## Architektur
Der Ulrichsbau ist ein keilförmiger Stahlbeton-Skelettbau mit einer Tiefgarage, sieben Vollgeschossen und einem Staffelgeschoss. Das Gebäude wurde im Stil der Nachkriegsmoderne errichtet und stellt durch seine markante Form und die prägnante Fassadengestaltung ein bedeutendes Zeugnis dieser Epoche dar. Die oberen Etagen scheinen optisch über den fast vollständig verglasten unteren Geschossen zu schweben.
Die beiden Ladengeschosse sind weitgehend verglast und haben insgesamt eine Gesamtfläche von rund 700 Quadratmetern. Darüber befinden sich seit der zwischen 2022 und 2025 durchgeführten Sanierung auf etwa 3.500 Quadratmetern Wohnfläche insgesamt 80 Wohneinheiten unterschiedlicher Größe. Diese verfügen jeweils über einen Balkon oder eine Dachterrasse.
Im Zuge der Sanierung wurde das Gebäude auch energetisch modernisiert. Es erhielt unter anderem eine Photovoltaikanlage, eine Wärmepumpe sowie neue Fenster mit Dreifachverglasung.

## Geschichte

### Planung und Bau
Die Bombardierungen während des Zweiten Weltkriegs führten zur weitgehenden Zerstörung der nördlichen Augsburger Innenstadt sowie der Jakobervorstadt. Nach der Trümmerräumung war zwischen dem Stadttheater und dem Jakobertor Raum für eine neue Ost-West-Durchgangsstraße entstanden, die das „Rückgrat einer Geschäftsstadt“ werden sollte. Zwischen 1952 und 1956 wurde die Straße nach Plänen des damaligen Stadtbaurats Walther Schmidt abschnittsweise realisiert und dem Verkehr übergeben. Der Leonhardsberg – ein Rampenbauwerk mit integrierter Tiefgarage – konnte 1954 fertiggestellt werden.
Im Zuge dieser Neugestaltung formulierte die Stadt auch städtebauliche Vorgaben für die angrenzende Bebauung. Die Neubauten sollten in modernem Baustil gehalten sein und einen großstädtischen Charakter vermitteln. Zugleich galt die städtebauliche Auffassung, dass die Bebauung am Fuße des Leonhardsbergs den östlichen Abschluss der Geschäftsstadt markieren sollte. Nach längerer Suche konnte ein Münchener Investor für das Vorhaben gewonnen werden. Raimund von Doblhoff entwarf für ihn 1954/1955 ein modernes Geschäftshaus mit Kino, Hotel und Wohnungen, das sich bewusst von der kleinteiligen Struktur der Jakobervorstadt abheben sollte.
Die Bauarbeiten begannen 1957. Nach einem Jahr Bauzeit wurde das Nutzungskonzept geändert. Über dem Erdgeschoss mit den zwei Ladengeschossen entstanden nun Hotelzimmer. Eine Dachterrasse bildete den oberen Abschluss des Gebäudes, gefasst von zwei gläsernen Baukörpern: einem Frühstücksraum mit Blick auf das Rathaus und drei Terrassenwohnungen. Im Frühsommer 1959 wurde das Gebäude fertiggestellt und erhielt den Namen „Ulrichsbau“.

### Nutzungsänderungen und Niedergang
Zwischen 1978 und 1979 wurden de Hotelzimmer in Büroräume umgewandelt. 2003 kaufte ein Schweizer Investor das Gebäude, der daraus wieder ein Hotel mit 125 Zimmern machen wollte. Nachdem dieses Vorhaben gescheitert war, wurde 2007 ein Umbau in ein Wohn- und Geschäftshaus angestrebt. Ein Jahr später entstand die Idee, ein Studentenwohnheim einzurichten. Auch dieses Projekt wurde nicht realisiert, sodass das Gebäude weiterhin leer stand.
Im Jahr 2011 kaufte ein Geschäftsmann aus Dubai das Objekt. Geplant war die Einrichtung von Gewerbeflächen, 55 Apartments sowie zwei Penthäusern. Da die Baumaßnahmen nicht begannen, verschlechterte sich der bauliche Zustand zunehmend. In der Folge erhielt es im Volksmund den Namen „Geisterhaus“.
2015 wurde ein Sanierungsversuch begonnen und nach kurzer Zeit wieder eingestellt. Das Objekt wurde zum Verkauf angeboten, jedoch fand sich zunächst kein Käufer. Ein erneuter Anlauf des Eigentümers, Wohnungen zu errichten, blieb ebenfalls erfolglos. Die Bauarbeiten an der Fassade und im Inneren wurden bald erneut unterbrochen.
Im Jahr 2020 berichtete die Augsburger Allgemeine, dass das Gebäude über Jahre hinweg offiziell als Sitz der Energiefirma AKA Petroleum registriert war. Dabei handelte es sich laut Medienberichten um eine Briefkastengesellschaft. Die hinter dem Unternehmen stehende Familie Abdukadyr wurde wiederholt mit Vorwürfen der Korruption, Geldwäsche und weiteren Finanzdelikten in Verbindung gebracht.

### Sanierung
Im Oktober 2022 übernahm die Objektgesellschaft Köse Immobilien aus Hamburg das Gebäude. In der Folge begann eine umfassende Sanierung, die bis zum Frühjahr 2025 abgeschlossen werden soll.